# Aussichtsturm Altberg
Der Aussichtsturm Altberg ist ein 34,52 Meter hoher Aussichtsturm auf dem Altberg in der Gemeinde Dänikon des Kantons Zürich in der Schweiz. Er wurde am 10. Juli 2010 eingeweiht und ist einer der jüngsten Aussichtstürme des Kantons Zürich.
Finanziert wurde der 660'000 Schweizer Franken teure Turm durch Spenden von Gemeinden, Unternehmen und Privatpersonen. Eine Schautafel neben dem Turm führt alle Spender ab 100 Franken auf. Weiter werden über jeder Treppenstufe mit einer kleinen Tafel alle Spenden von 500 Franken erwähnt.

## Aufstieg

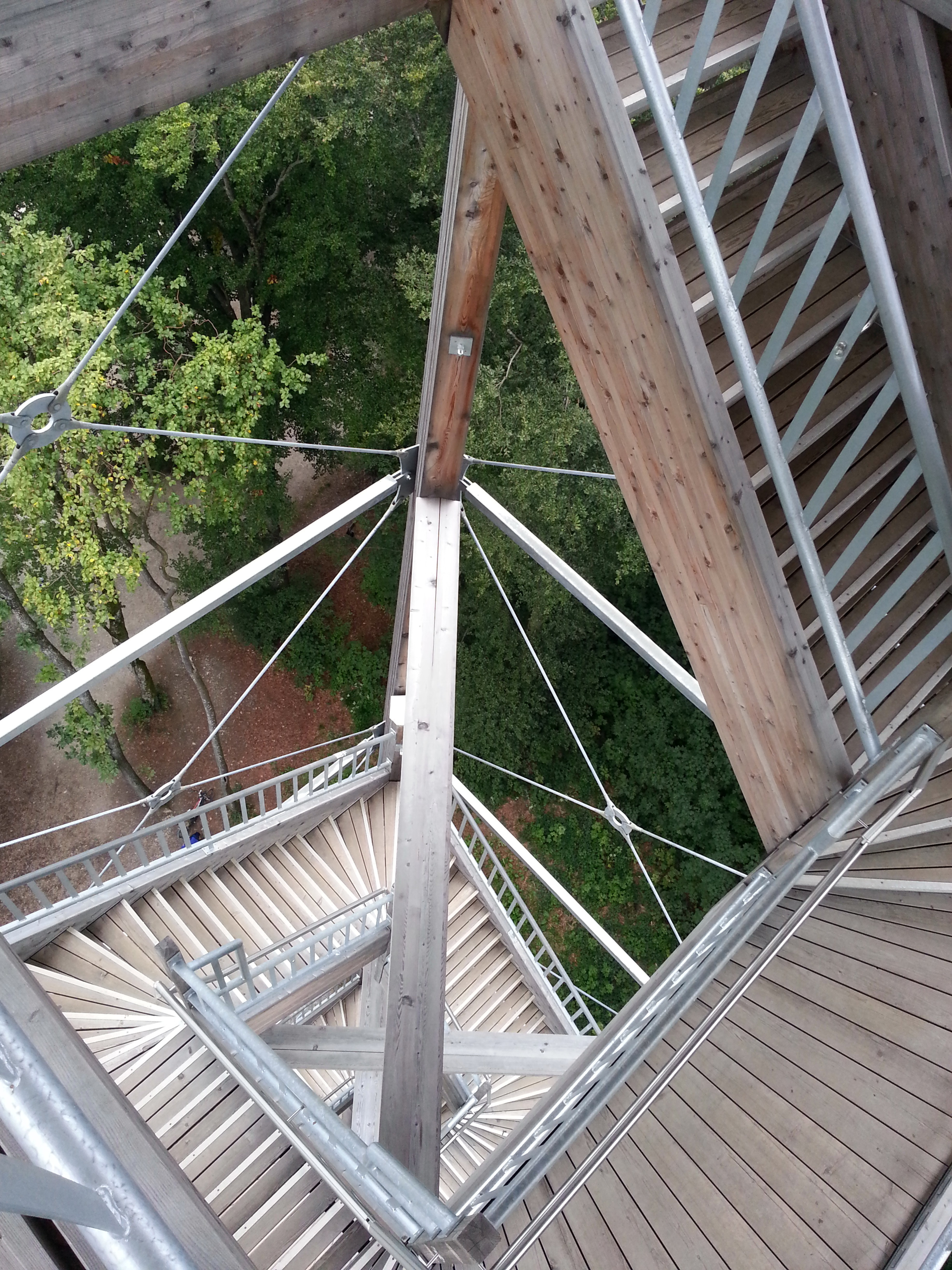
Treppen

Die Aussichtsplattform wird über 147 Treppenstufen und vier Zwischenpodeste erreicht.

## Aussichtsplattform

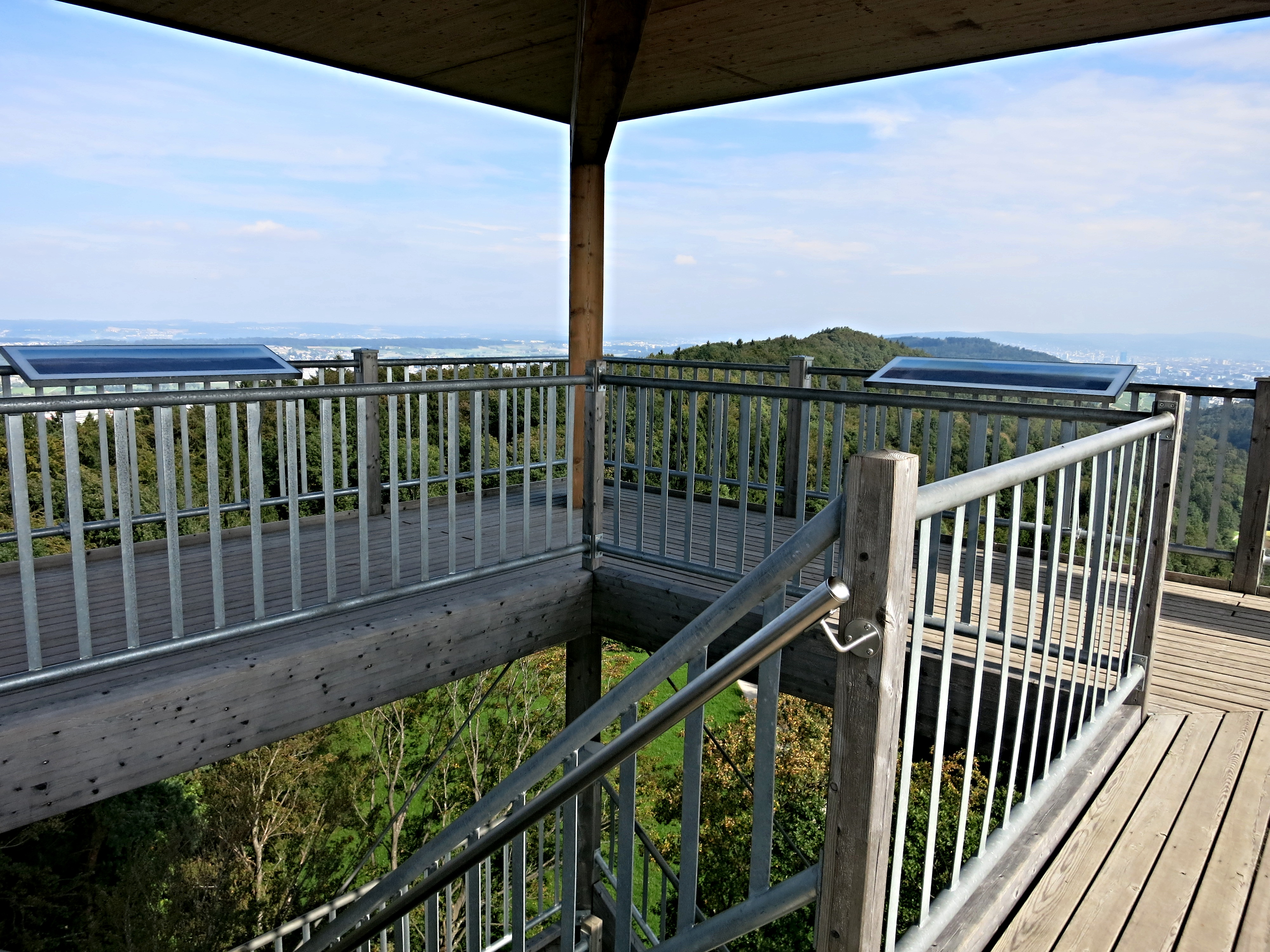
Aussichtsplattform

Die Aussichtsplattform in rund 30 Meter Höhe beinhaltet seit 2011 vier Panoramatafeln, die von unterschiedlichen Unternehmen gespendet wurden.

## Umgebung

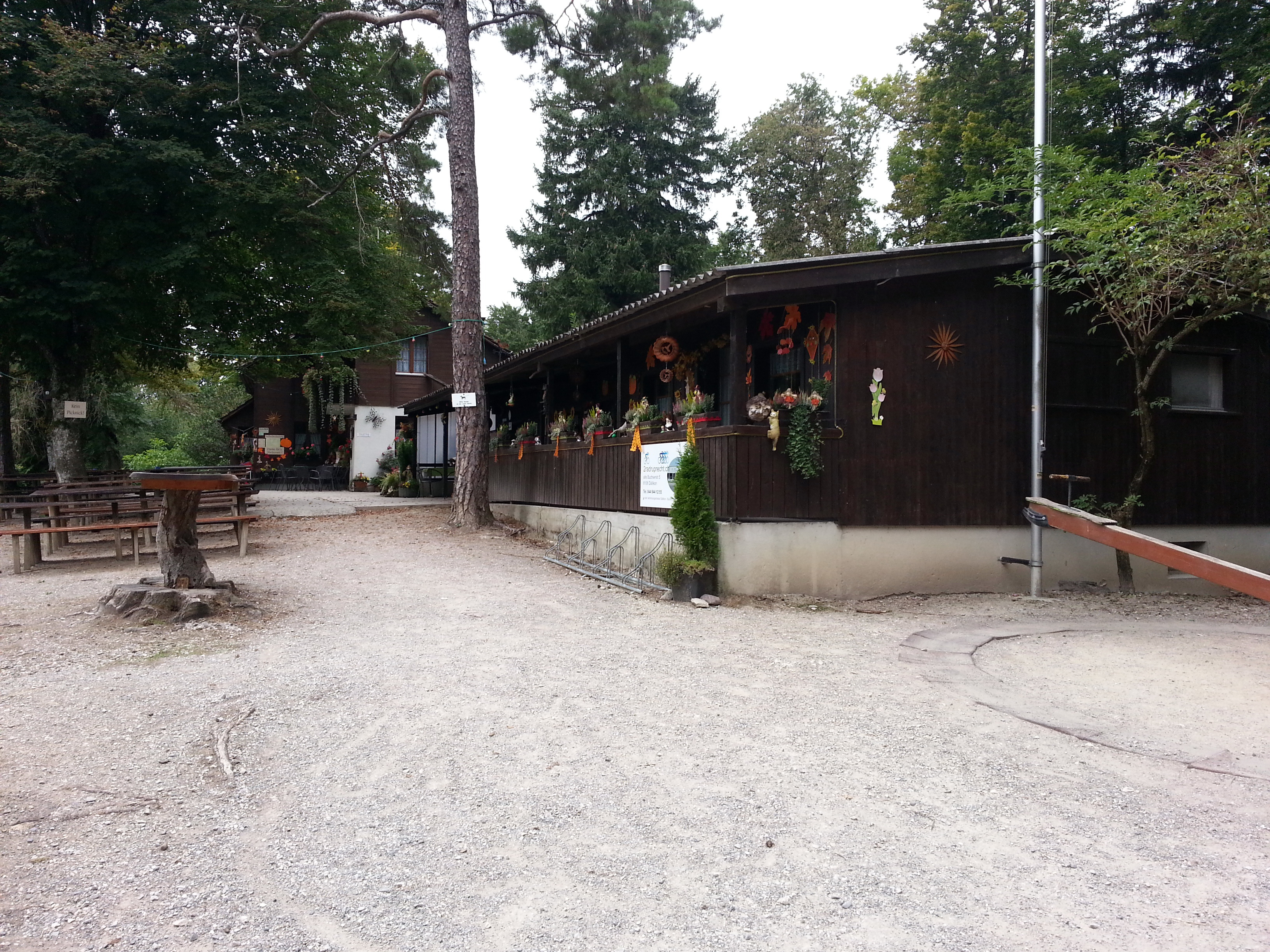
Waldschenke Altberg

Neben dem Turm befindet sich die Waldschenke Altberg. Ausser am Dienstag hat sie alle Tage geöffnet.

Unterhalb des Turms liegt die Altberghütte der Naturfreunde Schlieren.

## Anreise

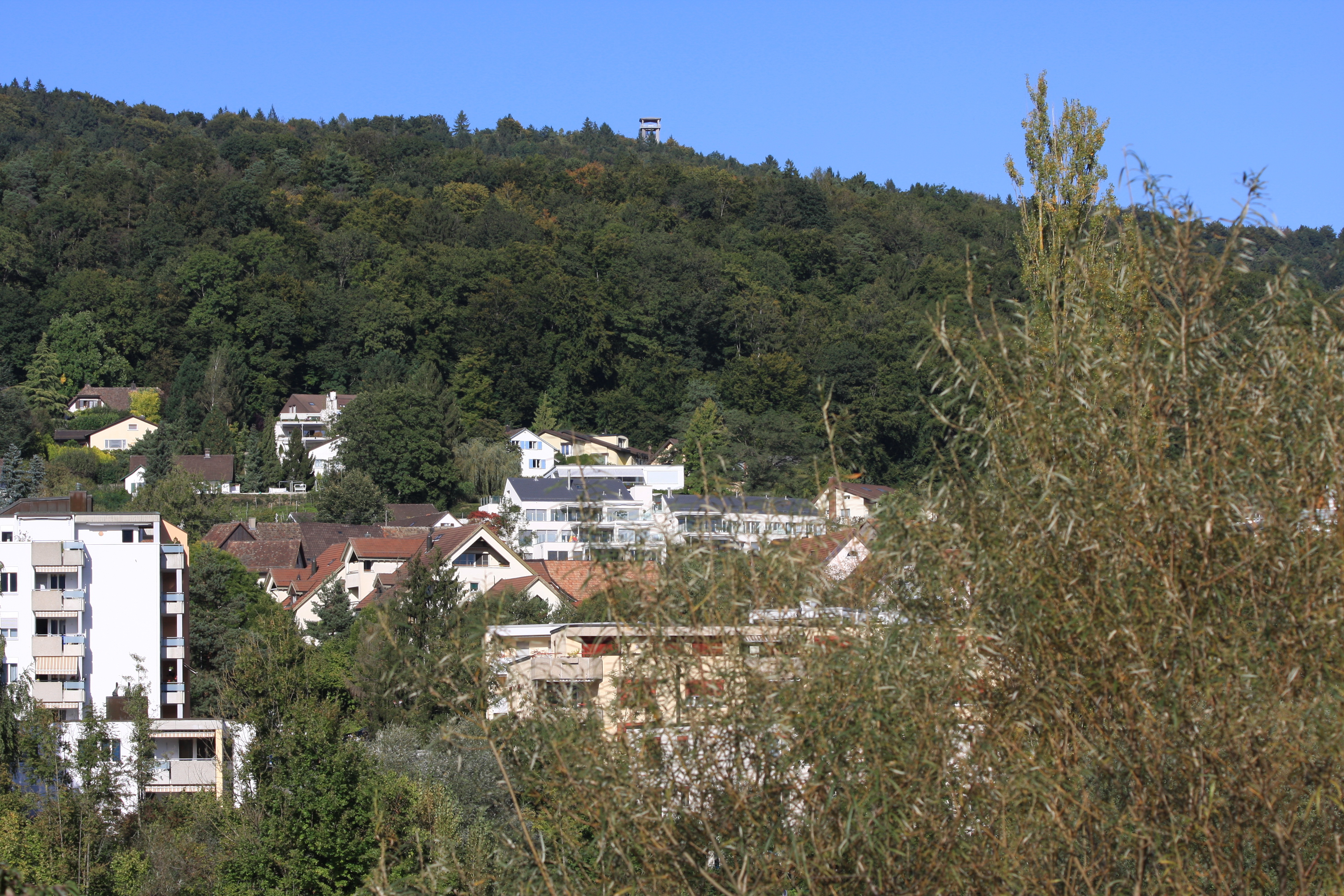
Aussichtsturm Altberg oberhalb Oetwil an der Limmat

Der Aussichtsturm ist nur zu Fuss oder per Fahrrad erreichbar. In allen umliegenden Gemeinden befinden sich Parkplätze, von denen man den Turm in ca. 30 bis 45 Minuten erreicht.

## Aussicht
In Richtung Norden sind die Dörfer Otelfingen, Boppelsen, Dänikon, Buchs, Dällikon und Adlikon zu sehen. Im Hintergrund sind die Lägern mit der Hochwacht erkennbar. Im Südosten blickt man nach Zürich, im Süden auf die Orte Schlieren, Urdorf, Geroldswil, Dietikon, Heitersberg, Spreitenbach und Killwangen. Bei guter Fernsicht kann man die Gipfel der Alpen vom Säntis bis zum Doldenhorn erblicken.